# Orloff (hønserace)
Orloff er en hønserace, der stammer fra Rusland. Oprindeligt menes ophavet til denne race at stamme fra Persien, hvor den er blevet blandet med Malayer, og siden hen, menes Thüringer Skæghøns at have bidraget til dens nuværende udseende. Værende præget i Rusland og qua dens fjerdragt nævnes denne race ofte som særdeles kuldetolerant og som en relativ god vinterlægger.

## Karakteristika
Hønen lægger relativt små æg af en størrelse af ca. 53-58 g. i en mængde af ca. 160 stk. om året
Hanens størrelse: 3-3,6 kg.
Hønens størrelse: 2,25-3 kg.
Racen findes også i dværgform.

### Farvevariationer
- Rødbroget
- Mahognifarvet